# 山内豊積
山内豊積（やまうち とよつむ、天保5年11月9日（1834年）- 1894年（明治27年）12月4日）は、土佐藩主山内家分家の南邸山内家の2代目当主。維新後華族の男爵となった。

## 生涯
土佐藩主山内豊策の四男で、初代南邸当主である山内豊著の三男として高知城下に生まれる。異母兄の山内豊信（号は容堂）が土佐藩15代藩主となると、その跡を継ぎ南邸家の嫡子となった。文久3年（1863年）以降は度々京都に上がり、御所の守護兵御用や清和門警衛、禁門守護等を勤め、容堂や藩主山内豊範の名代として活躍した。
維新後は、山内家が設置した海南学校の惣宰を勤め、明治19（1886年）、最後の藩主であった豊範の薨去の際は、家政監督として山内家経済の引き締めにあたった。 1889年、男爵を授けられた。1894年12月4日、高知市において死去。享年61歳。爵位は嫡男の山内豊政が継いだ。